# Bitwa pod Wołkowyskiem

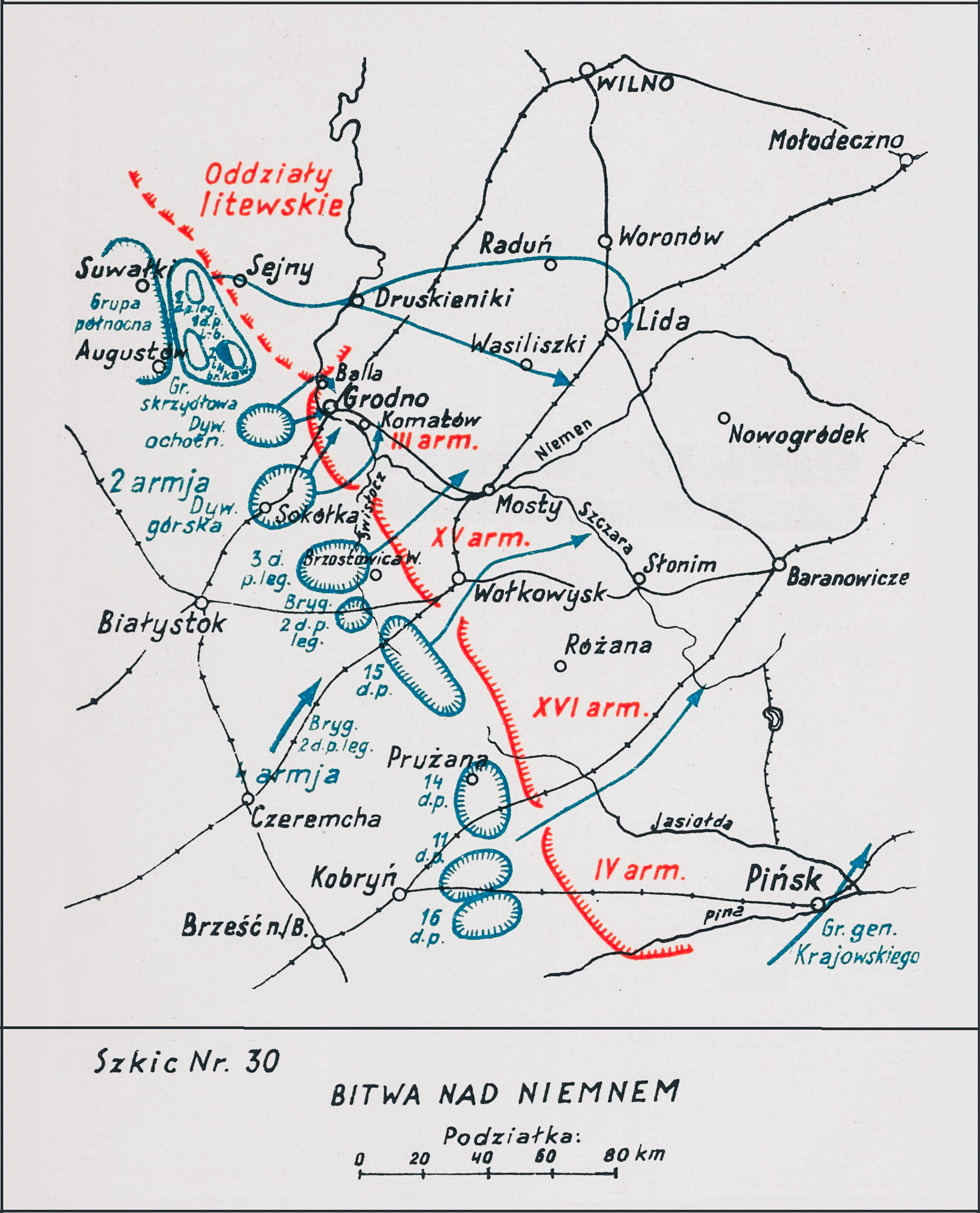
Adam Przybylski
Wojna Polska 1918–1921

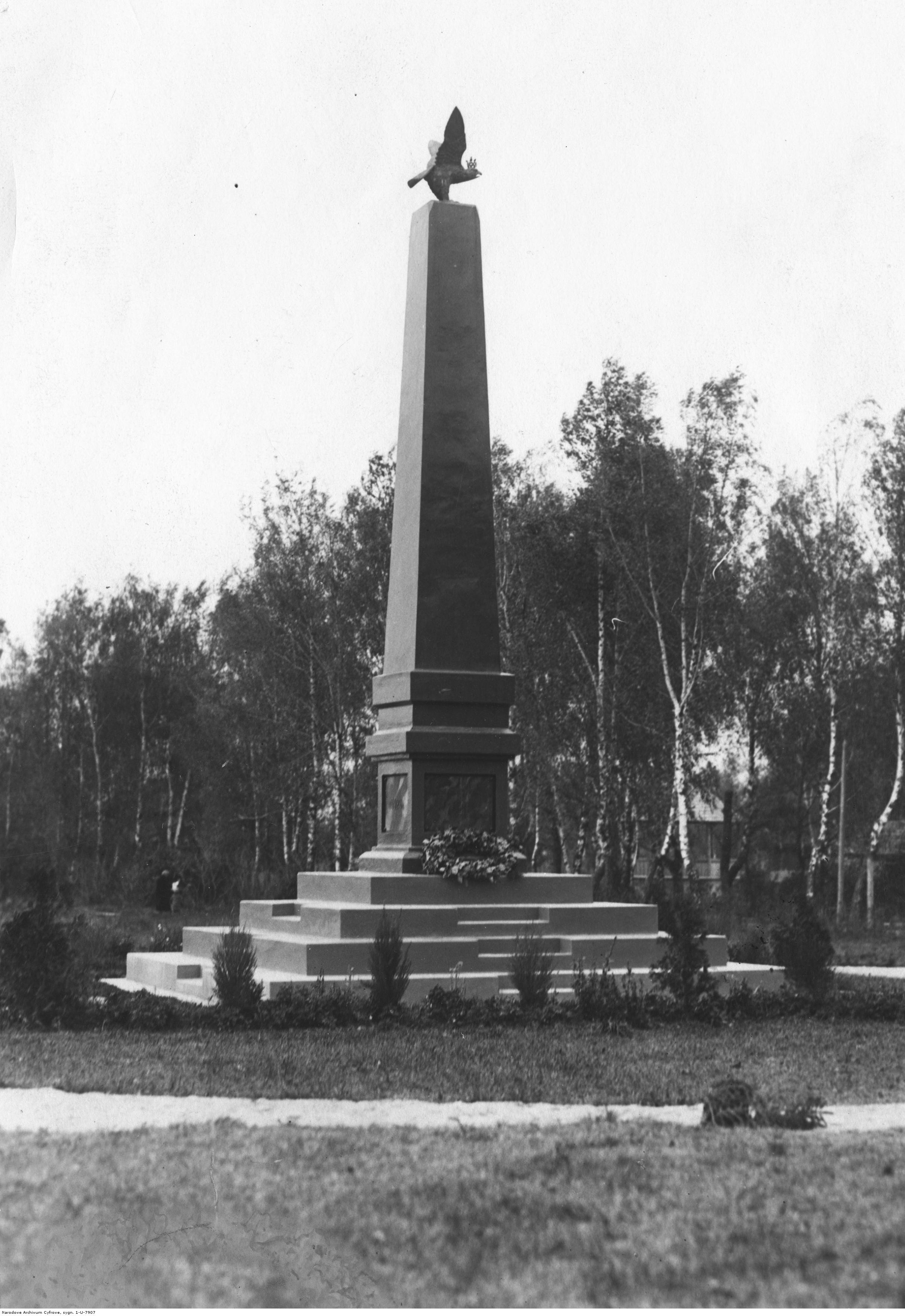
Wołkowysk – pomnik ku czci poległych w latach 1918–1920

Bitwa pod Wołkowyskiem – część operacji niemeńskiej; walki grupy gen. Władysława Junga z wojskami sowieckich 15. i 16 Armii w czasie ofensywy jesiennej wojsk polskich w okresie wojny polsko-bolszewickiej.

## Sytuacja ogólna
Realizując w drugiej połowie sierpnia 1920 operację warszawską, wojska polskie powstrzymały armie Frontu Zachodniego Michaiła Tuchaczewskiego. 1 Armia gen. Franciszka Latinika zatrzymała sowieckie natarcie na przedmościu warszawskim, 5 Armia gen. Władysława Sikorskiego podjęła działania ofensywne nad Wkrą, a ostateczny cios sowieckim armiom zadał marszałek Józef Piłsudski, wyprowadzając uderzenie znad Wieprza. Zmieniło to radykalnie losy wojny. Od tego momentu Wojsko Polskie było w permanentnej ofensywie.
Po wielkiej bitwie nad Wisłą północny odcinek frontu polsko-sowieckiego zatrzymał się na zachód od linii Niemen – Szczara. Na froncie panował względny spokój, a obie strony reorganizowały swoje oddziały. Wojska Frontu Zachodniego odtworzyły ciągłą linię frontu już 27 sierpnia. Obsadziły one rubież Dąbrówka – Odelsk – Krynki – Grodno – Grodek – Kamieniec Litewski. Stąd Tuchaczewski zamierzał przeprowadzić koncentryczne natarcie na Białystok i Brześć, by dalej ruszyć na Lublin. Uderzenie pomocnicze na południu miała wykonać między innymi 1 Armia Konna Siemiona Budionnego.
Reorganizując siły, Naczelne Dowództwo Wojska Polskiego zlikwidowało dowództwa frontów i rozformowało 1. i 5. Armię. Na froncie przeciwsowieckim rozwinięte zostały 2., 3., 4. i 6. Armia.
10 września, na odprawie w Brześciu ścisłych dowództw 2 i 4 Armii, Józef Piłsudski nakreślił zarys planu nowej bitwy z wojskami sowieckiego Frontu Zachodniego. Rozpoczęły się prace sztabowe nad planem bitwy niemeńskiej. Pomyślana ona była jako pewna kontynuacja operacji warszawskiej, przy założeniu, że jej celem będzie ostateczne rozgromienie wojsk Frontu Zachodniego.
Myślą przewodnią było związanie głównych sił przeciwnika w centrum poprzez natarcie w kierunku na Grodno i Wołkowysk. Jednocześnie północna grupa uderzeniowa, skoncentrowana na lewym skrzydle 2 Armii, miała szybkim marszem przeciąć skrawek terytorium litewskiego i wyjść na głębokie tyły oddziałów Armii Czerwonej, zaangażowanych w bój o Grodno i Wołkowysk.

## Walki pod Wołkowyskiem
Zgodnie z polskim planem operacji niemeńskiej, 23 września grupa gen. Władysława Junga ruszyła na Wołkowysk. Celem natarcia było opanowanie miasta, ściągnięcia na siebie odwodów sowieckich i odwrócenie uwagi od natarcia 3 Dywizji Piechoty Legionów na Brzostowicę Wielką.
Rejonu Wołkowyska broniła sowiecka 48 Dywizja Strzelców. Wcześniej, 21 września na Świsłocz uderzyła 143 Brygada Strzelców. Jej natarcie zostało załamane w ogniu polskich karabinów maszynowych i brygada odeszła na linię Mścibów – Werdomicze – Porozowo – Łyskowo, a na styku sowieckiej 15 i 16 Armii wytworzyła się luka. Dowództwo 15 Armii zamknęło ją 56 Samodzielną Brygadą Strzelców.
W ten sposób przed frontem grupy gen. Junga znalazły 48 DS i 56 BS. Łącznie siły sowieckie liczyły około 7500 żołnierzy, 16 dział, 90 ckm-ów i jeden pociąg pancerny. 56 BS, przerzucona na front polski znad granicy fińskiej, miała niewielkie doświadczenie bojowe, ale w rejonie Piasków nad Zelwianką stała w odwodzie doświadczona w bojach 27 Dywizja Strzelców.
Generał Jung ugrupował swoje oddziały w sposób następujący:
Grupa płk. Tadeusza Gałeckiego w składzie: XXX Brygada Piechoty, II dywizjon 15 pułku artylerii polowej, dwie baterie III/15 pap, 1 i 2 bateria 15 pułku artylerii ciężkiej, dwa pociągi pancerne, miała przełamać obronę przeciwnika na północ od Świsłoczy, po obu stronach drogi i linii kolejowej na Wołkowysk, i do końca dnia zająć tę miejscowość.
Grupa płk. Stanisława Wrzalińskiego w składzie XXIX Brygada Piechoty, 18 pułk ułanów, I/15 pułk artylerii polowej i jednej baterii III/15 pap miała uderzyć z rejonu Łaszewicz na Werdomicze – Jasienowicę i wesprzeć działania XXX Brygadę Piechoty.
Oddzielną grupę tworzyły IV Brygada Piechoty Legionów oraz 215 pułk ułanów. Brygada miała nacierać w kierunku Kołłątajów i dalej na Wołkowysk lub na Mosty.
23 września Grupa gen. Junga rozpoczęła natarcie. Przy wsparciu artylerii i pociągów pancernych, oddziały płk. Gałeckiego przełamały obronę 143 Brygady Strzelców niemal bez strat własnych. Późnym wieczorem grupa płk. Gałeckiego wkroczyła do miasta, 59 pułk piechoty uderzył na Izabelin i do wieczora opanował go, a 60 pułk piechoty zdobył Jasienowice oraz cegielnię i folwark wołkowyski.
Późnym wieczorem dowódca 15 Armii August Kork skierował w rejon Wołkowyska swój odwód – 27 Dywizję Strzelców. Pierwsze bojowe sowieckie patrole pojawiły się jeszcze w nocy i zaskoczyły Polaków.
Rano 24 września ciężkie walki pod Wiszniówką prowadził 18 pułk ułanów, a XXX BP odpierała czołowe ataki czerwonoarmistów.
Przed południem przeciwnik przegrupował siły i rozpoczął koncentryczne natarcie na Wołkowysk. Od północy i od zachodu przez Janysze uderzała 79 Brygada Strzelców; uderzająca ze wschodu 80 Brygada Strzelców częścią sił obeszła miasto od południowego wschodu. 81 Brygada Strzelców maszerowała na Izabelin.
Generał Jung zorganizował obronę w sposób następujący:
- Wołkowyska broniły I i II batalion 62 pułku piechoty, I i III batalion 61 pułku piechoty, pięć baterii 15 pułku artylerii polowej, 1 i 2 baterie 15 pułku artylerii ciężkiej.
- W Jasienowicach przeszedł do obrony 60 pułk piechoty, wzmocniony 1 i 7 baterią 15 pułku artylerii polowej,
- w Janyszach bronił się II/61 pułku piechoty,
- w Izabelinie stanowiska obronne rozbudowały I i II batalion 59 pułku piechoty, wsparte dwiema bateriami 15 pap.

Wczesnym popołudniem Sowieci uderzyli na całym froncie obrony polskiej 15 Dywizji Piechoty.
Pod Szydłowiczami ciężki bój toczył 4 pułk piechoty Legionów. Odpierał on z dużym poświęceniem ataki sowieckiej 56 Brygady Strzelców oraz części 32 BS z 11 Dywizji Strzelców. Będący w tym rejonie gen. Jung ściągnął na pole bitwy 24 pułk piechoty i poderwał całą IV Brygadę Piechoty Legionów do kontrataku.
Około 16.00 przeciwnik przełamał obronę 61 pułku piechoty na styku I i III batalionu, wdarł się do Wołkowyska i po dwugodzinnych walkach ulicznych zmusił Polaków do opuszczenia miasta.
O zmroku XXX Brygada Piechoty otrzymała rozkaz odwrotu na linię rzeki Rosi. Oddziały wycofywały się przez miasto pod ogniem sowieckiej artylerii, często torując sobie drogę bagnetami, a jedyną drogą wycofania polskiej artylerii zatarasowały tabory. 1 bateria 15 pap musiała zostawić trzy działa, a 6 bateria jedno. O 21.00 wszystkie oddziały 15 Dywizji Piechoty znalazły się na zachodnim brzegu Rosi.

## Bilans walk
Grupa gen. Władysława Junga nie wykonała postawionego przed nią zadania. Jednak jej działania mocno odciążyły walczącą pod Brzostowicą Wielką 3 Dywizję Piechoty Legionów i zaangażowały w walce odwód 16 Armii.
W związku z krytycznym położeniem ogólnym, sowiecka 27 Dywizja Strzelców 25 września opuściła Wołkowysk, a kilka dni później polski 18 pułk ułanów przerwał obronę nieprzyjaciela pod Skrobowem, umożliwiając 15 Dywizji Piechoty kontynuowanie pościgu.

Straty polskie w bitwie wyniosły 53 poległych, 253 rannych, 66 zaginionych; utracono też cztery działa. Straty sowieckie to około siedmiuset poległych i rannych, 1308 jeńców, trzy działa i siedem ckm-ów.